# Мироносицкое кладбище (Псков)
Мироносицкое кладбище — кладбище в завеличенской части города Пскова. Впервые упоминается в 1536(7) году в связи с окончанием строительства церкви Свв. Жён-мироносиц. Ранее было известно как скудельница. На кладбище расположены захоронения ряда деятелей истории и культуры Пскова и Псковской области, включая Юрия Павловича Спегальского. Кладбище официально является закрытым. Захоронения осуществляются только в родственные могилы.
Один из приделов был назван именем святого Кирилла. Это означало, что некий Кирилл пожертвовал наибольшую сумму, хотя сведений о нём не сохранилось никаких. Остальные жертвователи известны как люди влиятельные, богатые и власть имеющие. Есть поэтому основания предполагать, что таковым был и Кирилл, ставший одним из основателей храма. При нём основан был так называемый общежительный монастырь, для того времени это является событием экстраординарным. К концу 18 столетия он перестал существовать.
Некрополь Пскова известен с 16 столетия, когда, по дошедшим до нас историческим источникам, в 1536 или 1537 году сооружена церковь Жён Мироносиц. Была она сначала деревянной. Десять лет спустя её заменили каменным храмом, построенным на средства приказчика Богдана Ковырина и мыльного фабриканта Григория Титова.
Вечером 8 мая 2009 года Мироносицкое кладбище подверглось вандализму.
Представители местных властей заявляют о том, что «на территории кладбища растут более 400 аварийных деревьев» и декларируют намерения произвести снос зелёных насаждений в случае выделения бюджетных средств.

## Захоронения Мироносицкого некрополя
В состав охранной зоны Мироносицкого некрополя включены следующие могилы:
- Алексеева Н. А.;
- Золоцевской А. Д.;
- Кленевского Б. В.;
- Милевского И. — псковского митрополита (захоронение конца XVIII века);
- фамильные погребения Сафьянщиковых — псковских купцов и меценатов;
- Спегальского Ю. П. и его супруги Аршакуни О. К.;
- родовое кладбище Трубинских — псковских купцов-старообрядцев (захоронение XVII века).